# インディアン・ハスキー
インディアン・ハスキー（英: Indian Husky）は、『デズモンド・モリスの犬種事典』に紹介されているアメリカ合衆国のサウスカロライナ州テイラーズ原産のそり犬用の犬種である。
1970年代にベッキー・ギャリハーという人物によって作出されたスレッター・ドッグで、1999年設立のノーザン・カントリー・ケネル・アンド・ブリーダーズ・アソシエーションという団体が登録管理をしているという。シベリアン・ハスキー、アラスカン・ハスキー、エスキモー・ドッグの交配種で、体高53〜66cm、体重18〜41kgの大型犬である。サイズに3種類、被毛は長毛、短毛両方があり、毛色もさまざまと容姿はばらつきが大きい。性格は友好的で賢く、健康上の問題が少ないとされる。
主にチームでそりを引くことを専門として用いられる。友好性があり、他種のスレッター・ドッグとも仲良くできるため、種類を混在させるチームによく用いられている。